# Hans Schäfer
Hans Schäfer (Keulen, 19 oktober 1927 – aldaar, 7 november 2017) was een Duits voetballer die als linksbuiten speelde. Hij speelde voor 1. FC Köln tussen 1948 en 1965. Hij speelde ook voor het West-Duits voetbalelftal, waar hij tot 39 interlands en 15 doelpunten kwam. Hij speelde op drie WK; 1954 (winnaar), 1958 en 1962. Tussen 1957 en 1962 was Schäfer 16 keer aanvoerder van zijn land.
Schäfer won het Duitse voetbalkampioenschap met 1. FC Köln in 1962 en 1964 en werd in 1963, op 35-jarige leeftijd, verkozen tot Duits voetballer van het jaar. In de eerste twee seizoenen van de nieuw opgerichte Bundesliga speelde hij 39 wedstrijden (20 doelpunten) alvorens hij zijn professionele carrière beëindigde.
1 Turek ·
2 Laband ·
3 Kohlmeyer ·
4 Bauer ·
5 Erhardt ·
6 Eckel ·
7 Posipal ·
8 Mai ·
9 Mebus ·
10 Liebrich ·
11 Metzner ·
12 Rahn ·
13 Morlock ·
14 Klodt ·
15 O. Walter ·
16 F. Walter  ·
17 Herrmann ·
18 Biesinger ·
19 Pfaff ·
20 Schäfer ·
21 Kubsch ·
22 Kwiatkowski ·
Coach: Herberger